# The Hive
The Hive (inglese: l'alveare) è stato un sito web che fungeva da forum per la condivisione di informazioni per persone interessate alla sintesi, alla chimica, alla biologia, alle politiche e agli aspetti legali degli stupefacenti che alterano la mente.
I partecipanti comprendevano sia semplici teorici che asseriti chimici clandestini appartenenti a organizzazioni criminali (che dicevano di essere non più in attività ma ancora con ottimi collegamenti) ma anche chimici forensi che utilizzavano le informazioni presenti sul sito per tenersi al passo con gli sviluppi della chimica clandestina. Al momento del suo apice, The Hive aveva migliaia di partecipanti da tutto il mondo.

## Storia
Sebbene fosse operativo fin dal 1997, The Hive ha ottenuto maggiore notorietà nel 2001 quando è andato in onda uno speciale di Dateline NBC intitolato The "X" Files. Si trattava di un'indagine sull'uso e la produzione di MDMA che ha coinvolto The Hive e il suo fondatore, che operava con lo pseudonimo di "Strike" (Hobart Huson). Stike è stato il fondatore e web designer del sito, nonché l'autore di diversi libri (Total Synthesis I e II, e Sources) che istruivano i lettori su come sistetizzare una serie di anfetamine, in particolare la MDMA, procurarsi attrezzature e prodotti chimici, ed evitare accuse legali. Egli rimase anonimo fino a quando le indagini e le interviste del programma Dateline non rivelarono che Hobart Huson (proprietario di Science Alliance, un fornitore di attrezzatore per laboratorio raccomandato da Strike) era la persona dietro il nickname Strike.
Il programma della NBC ha ripreso Huson presso il suo ufficio in cui si vede un'ape di peluche posta accanto al suo computer. Il programma ha portato al suo arresto e successiva detenzione ma anche ha stimolato la crescita del sito. Una persona con il nome utente "Rhodium" e un piccolo gruppo di persone hanno effettivamente gestito The Hive e il suo sito gemello Rhodium.ws per la maggior parte della loro periodo di attività.
Mentre The Hive era un forum pubblico per porre domande e scambiare informazioni, Rhodium.ws ospitava una raccolta in forma organizzata di sintesi di stupefacenti, in gran parte derivante dai messaggi pubblicati su The Hive. Inoltre, ospitava anche una vasta raccolta di articoli scientifici e una considerevole quantità di informazioni generali sulla chimica pratica. Anche il sito Rhodium.ws venne posto offline poco dopo The Hive. Sparsi su vari siti sono archiviati più di 1,73 gigabyte di file che un tempo facevano parte dell'archivio di Rhodium. The Hive è stato chiuso nel 2004 a causa di problemi con l'hosting. Nel 2015 il sito è stato reso nuovamente accessibile come archivio completo su Erowid.
The Hive ha un successore, The Vespiary (inglese: il vespaio), che ospita articoli e notizie relative agli stupefacenti, guide per le sintesi e informazioni farmaceutiche.

## The Hive nella cultura popolare
The Hive ha avuto una vera e propria portata culturale non solo limitata all'ambito di Internet. Tra le espressioni rese popolari sul web da The Hive si hanno:
- SWIM (acronimo di Somebody Who Isn't Me, inglese: qualcuno che non sono io): una descrizione generica utilizzata da molte persone che pubblicano su Internet quando descrivono attività illegali. Ad esempio, "SWIM [qualcuno che non sono io] ha bisogno di aiuto per cristallizzare la metamfetamina". È improbabile che questo tipo di evasione linguistica possa fornire una vera protezione contro l'azione penale nei confronti delle persone colpevoli di condotte illecite.
- Bees (inglese: api): membri contributori di The Hive.
- Honey (inglese: miele): originariamente si trattava della base libera dell'MDMA, successivamente esteso ad altre ammine psicoattive inclusa la metamfetamina.
- Voldemelon: la parola in codice utilizzata per descrivere l'Helional, una sostanza chimica utilizzata come materiale di partenza per la produzione di MDMA.